# Jaskinia Niedźwiedzia (Góry Zachodniorumuńskie)
Jaskinia Niedźwiedzia (rum. Peștera Urșilor) – odkryta w 1975 roku jaskinia w Rumunii, w okręgu Bihor na obrzeżach wsi Chișcău  w Górach Zachodniorumuńskich. 

## Charakterystyka
Jaskinia ma długość 1500 m, choć do zwiedzania udostępniono 847 m chodników i pomostów (od 1980). Jaskinia uważana jest za najpiękniejszą rumuńską jaskinię i jest znaczącą atrakcją turystyczną w regionie i kraju, gdyż zachwyca swoimi licznymi stalaktytami i stalagmitami. Jaskinia składa się z dwóch poziomów, jednak dolny stanowi ścisły rezerwat i jest zamknięty dla turystów. W grocie panuje stała temperatura około 10 °C. 

## Etymologia nazwy
Nazwa pochodzi od kości niedźwiedzi jaskiniowych odkrytych w 1975 roku, wraz z odkryciem jaskini, i pozostają w niej do dzisiaj. Jedną z komór nazwano „cmentarzysko niedźwiedzi”.

## Galeria zdjęć

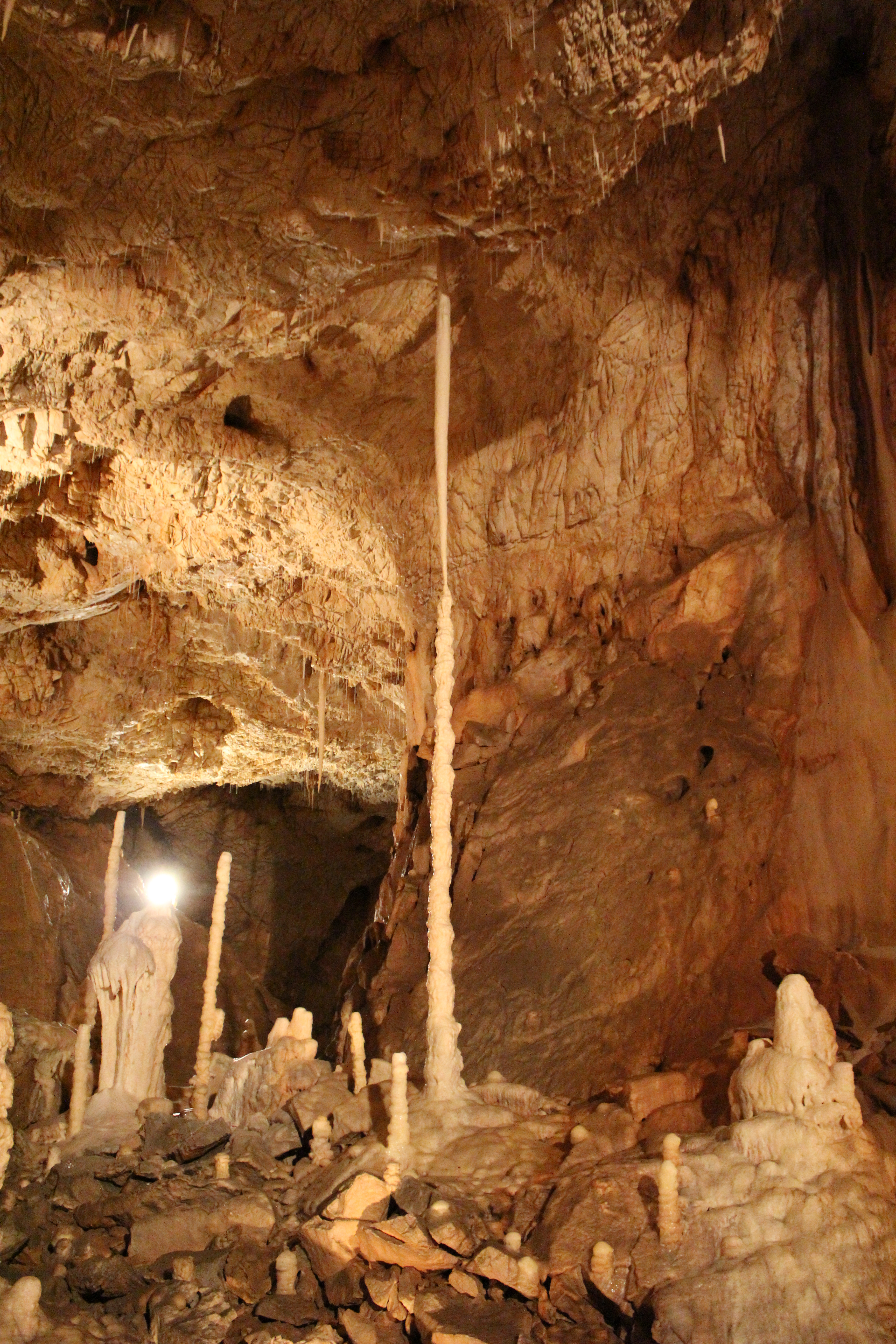
Kolumna naciekowa (stalagnat)
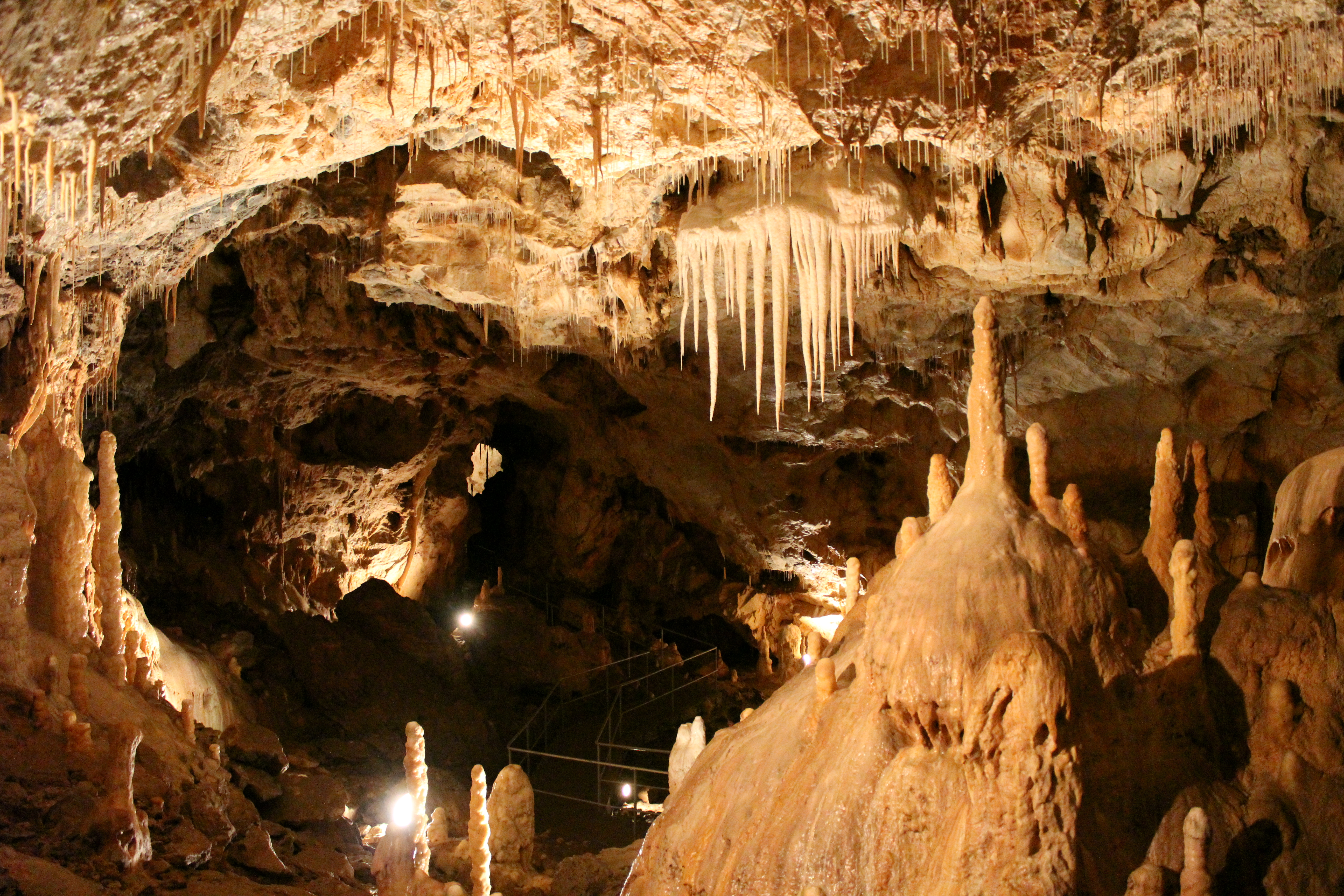
Stalaktyty i stalagmity
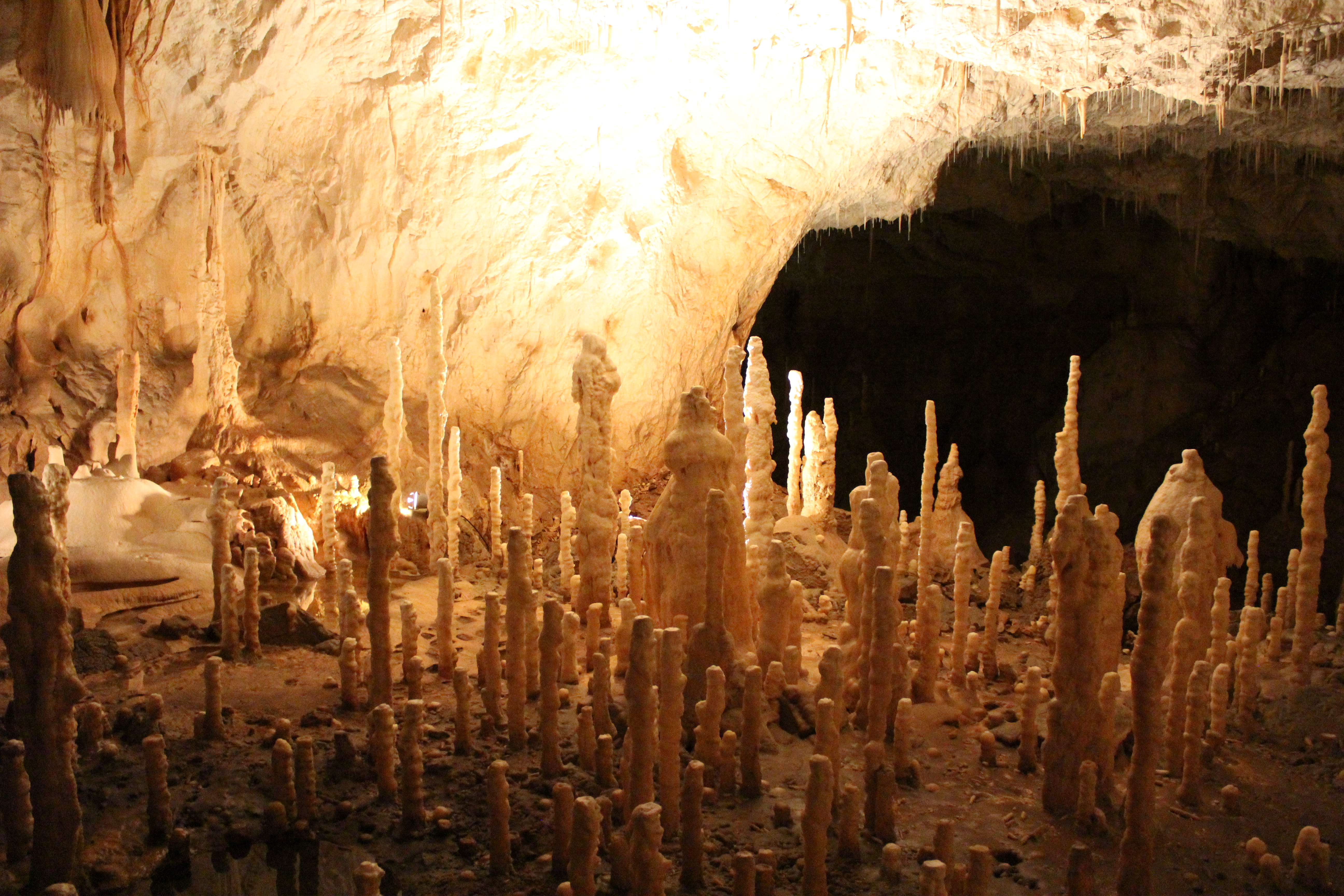
Stalaktyty i stalagmity
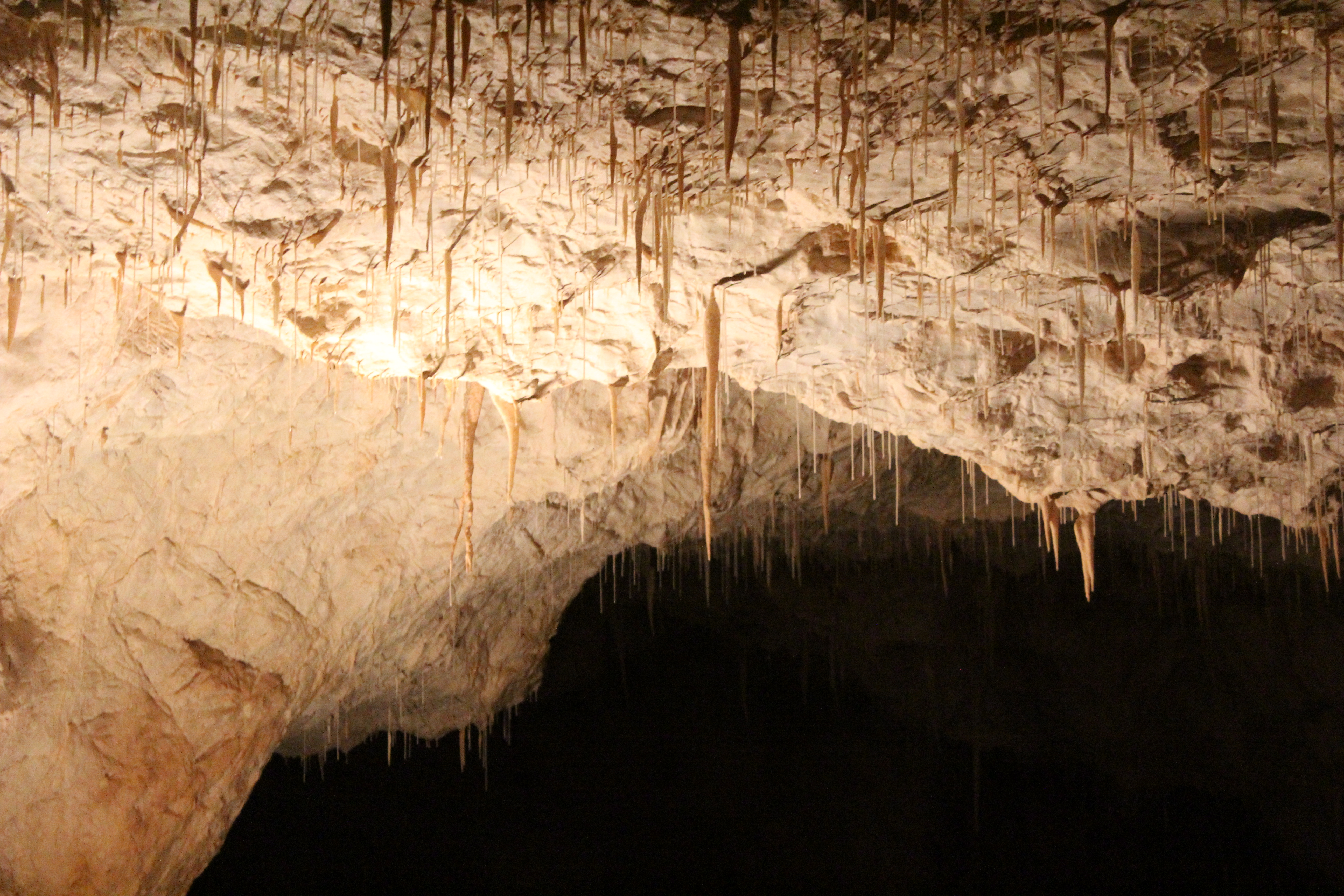
Stalaktyty
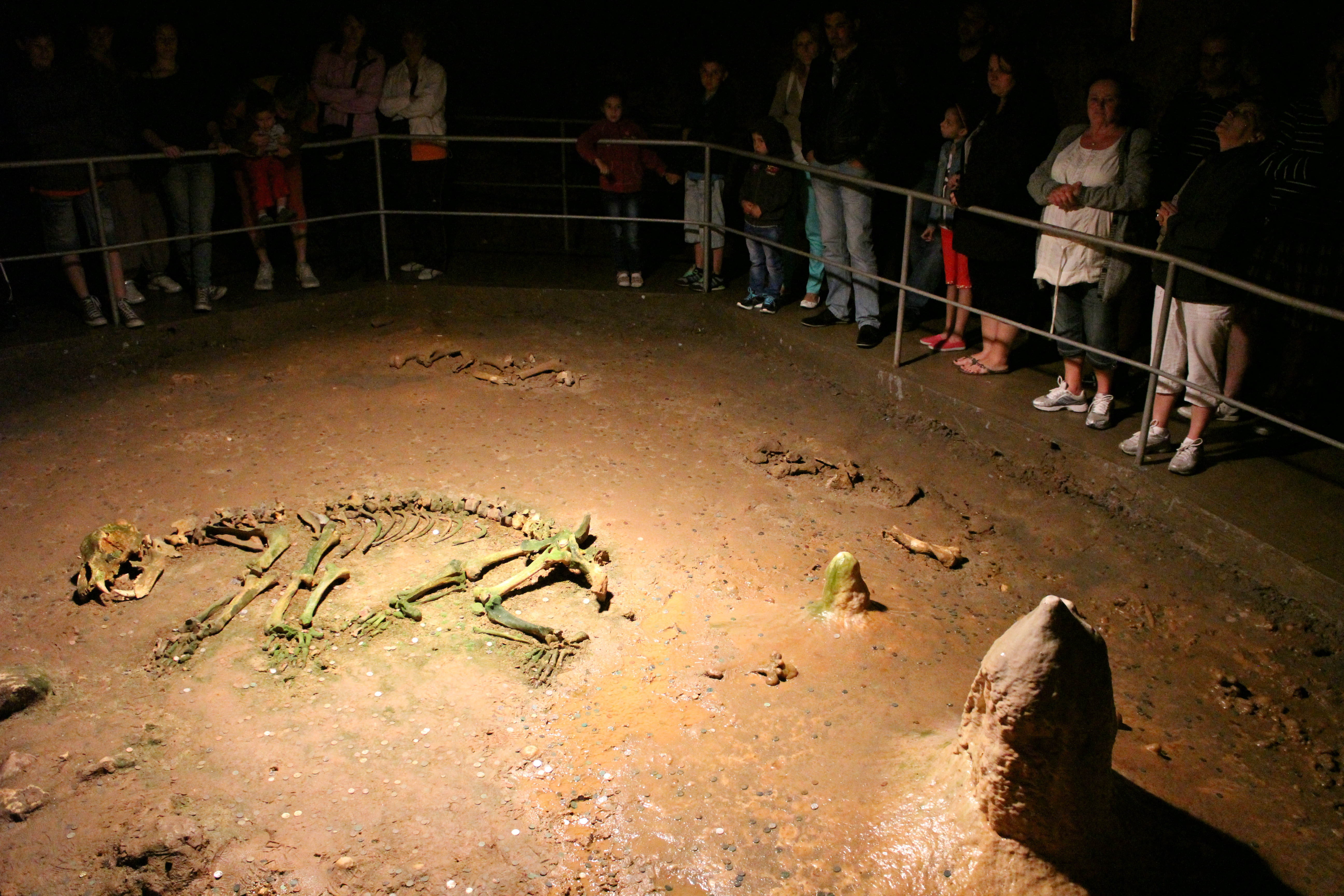
Szkielet niedźwiedzia jaskiniowego (Ursus spelaeus)